# 崔茂虎
崔茂虎（1965年12月—），男，汉族，云南宣威人，中华人民共和国政治人物。大学学历。曾任中共云南省委常委、秘书长，中共中央统战部副部长、国家宗教事务局局长。

## 生平

### 仕途
1987年毕业于云南大学政治系哲学专业。同年7月参加工作。2007年12月，任中共云南省委组织部副部长。2014年7月，任中共云南省委组织部副部长，云南省人力资源和社会保障厅厅长、党组书记。2017年5月，任中共丽江市委书记。
2021年5月，任云南省人民政府副省长。2021年11月，当选为中共云南省委常委。同年12月，崔茂虎接替已赴河南出任省委常委、组织部部长的陈舜，担任中共云南省委秘书长。
2022年6月，任中共中央统战部副部长、国家宗教事务局局长。

### 落马
2023年3月18日，因涉嫌严重违纪违法，接受中央纪委国家监委纪律审查和监察调查。同日被免去国家宗教事务局局长职务。
2023年8月，崔茂虎被开除党籍、公职，9月，被逮捕，12月，因涉嫌受贿被辽宁省沈阳市人民检察院提起公诉。
2024年4月25日，辽宁省沈阳市中级人民法院一审公开开庭审理崔茂虎受贿一案，沈阳市人民检察院指控其于2007年至2023年利用担任云南省委组织部副部长、丽江市委书记、云南省副省长等职务上的便利以及职权或者地位形成的便利条件，为他人在工程承揽、款项拨付、干部任用等方面谋取利益，非法收受财物共计折合人民币1043万元。7月23日，法院一审以受贿罪判处崔茂虎有期徒刑十一年，並處罰金人民幣150萬元。